# 眠れる森
『眠れる森 A Sleeping Forest』（ねむれるもり ア・スリーピング・フォレスト）は、1998年10月8日から12月24日までフジテレビ系「木曜劇場」枠で放送されたテレビドラマ。主演は中山美穂と木村拓哉。
脚本家・野沢尚の手記によると1997年12月にフジテレビ第一制作部長の山田良明が野沢に「中山美穂と木村拓哉が主演の秋ドラマ」の企画を持ち込んだ所からスタートした企画である。
番宣コピーは「記憶だけは殺せない」。

## あらすじ
プロローグ
蘭専門の植物園で働く大庭実那子は、3年前のコンサート会場の異臭事件で出会った、エリートサラリーマンである年上の恋人・濱崎輝一郎との結婚を3か月後に控え、幸せな生活を満喫していた。
しかし実は、実那子は15年前の「市議会議員一家惨殺事件」の生き残りの次女であったが、当時の記憶を失っていた。その事件直後、事件の第一発見者であり、実那子の姉・貴美子と恋人関係にあり父親から交際を反対されていた大学生・国府吉春を、警察は殺人容疑で逮捕。裁判では死刑求刑されるも、情状酌量で無期懲役となっていた。
序盤
ある日、実那子は15年前の事件直後にもらった古いラブレターを見つけ、そこには「15年目の今日、眠れる森で会いましょう」と書かれていた。その差出人に会うため、故郷の「眠れる森」に出かける。そこで待っていたのは、実那子の過去から現在までのすべてを知る謎の男性・伊藤直季だった。
同じころ、模範囚としてわずか15年で仮出所した国府は、「あいつに相応しい地獄を考えている」と告げて行方をくらます。そして、ストーカーのように実那子を付け狙い続ける直季は、期間限定で付き合っていた恋人の佐久間由理と別れて、幼馴染である中嶋敬太と共に「15年前の真実」を探ろうとしていた。
直季に依頼された敬太は、実那子の勤務先にイタズラ注文をしたり、アパートに発火装置を仕掛けてボヤを起こし、実那子を引っ越しさせるがそこにも迷惑チラシを撒く。さらに、輝一郎の職場に誹謗中傷のFAXを送信したり、週刊誌に輝一郎の情報を流したりして、直季は実那子の居場所を無くそうとする。
中盤
過去の記憶との齟齬を実感した実那子は、記憶のフラッシュバックを経験し、それから断片的に記憶を思い出すようになっていく。実那子は過去を調べていくが、事実は自分の記憶とは全く異なっており、自身が15年前の「市議会議員一家惨殺事件」の生き残りであることを知る。実那子は15年前に、直季の父で精神科医の伊藤直巳から催眠療法を受け、記憶を改ざんされていたのだ。
さらに輝一郎の前に、22年前に失踪したはずの母親・麻紀子が度々現れるようになり、輝一郎は自分を溺愛していた母親が「15年前の事件に関与しているのではないか」と疑う。そして輝一郎が、国府と同じ大学の寮に住んでいた同級生で、小学生だった実那子とも会っていたことが判明する。
フラッシュバックで記憶の断片が戻った実那子は、「自分が家族3人を惨殺したのではないか？」と苦悩する。実那子と父親とは血の繋がりがなく母親の不倫でできた子で、15年前の実那子は父親から虐待を受けた上、当時のボーイフレンドが川に落ちた際に父親に見殺しにされて父親を恨んでおり、殺害の動機があったのだ。直季は、当時の実那子たちが埋めたタイムカプセルを森から掘り出し、実那子の「本当の父親」を知る。
終盤
実那子の幸せを願って身を引いた直季は、国府により激しい暴行の末に拉致される。解放された直季は、一家惨殺事件の直後に実那子の実父である伊藤直巳が、野次馬の中にいたことが判明する。そして、直季が由理にプロポーズしようとした矢先に、由理が殺害されてしまう。その殺害犯であった敬太は、直季に「隠れ家に眠ってる」と告げて投身自殺を遂げる。
警察から指名手配されて逃亡している国府から脅迫を受けて、すべてに決着をつけようと実那子は、伊藤直巳による催眠療法で記憶を思い出そうとする。殺人事件の現場で、幼い実那子の前にいた人物は、やはり国府であった。
船上結婚式が始まり、輝一郎は「自分が真犯人である」と直季に告白する。直季は「輝一郎は海外渡航していたため時効は延長される」ことを告げるが、輝一郎はすぐにUターン帰国していたため、期限は24日のままで時効成立してしまう。実那子の記憶が完全に戻り、輝一郎が犯人だと悟った瞬間、国府が現れて輝一郎の腹部を急所を外してナイフで刺す。「俺はまた刑務所に入る。仮出所になってまたお前を刺しに来る。一生それの繰り返しだ。これがお前が一生味わう地獄だ」と告げて、国府は取り押さえされる。
輝一郎は実那子に自分をナイフで殺すよう懇願するが、実那子はナイフを置いて、傷口を抑えて血を止めようとする。輝一郎のことを、どうしても憎み切れなかったのだ。
エピローグ
一生狙われ続ける国府の復讐に耐え切れなくなった輝一郎は、正気を失い精神病院に収容され、『眠れる森』の住人となってしまう。直季からの手紙を読みながら、実那子は『眠りの森』でハンモックに揺られて待ち続ける。眠りの森に向かう直季も、電車に揺られながら眠り続ける。「直季の異変」を感じさせながらも、二人は目覚めることなく物語は終わりを告げる。

## 登場人物

### 主要人物
大庭実那子〈27〉
演 - 中山美穂（子供時代：井端珠里）
旧姓は森田。植物園「オーキッド・スクエア」の職員として働いており、婚約者の濱崎輝一郎との結婚を目前に控えている。幼い頃に交通事故に巻き込まれ、両親と大学生だった姉を亡くし、叔父の養女となって成長した、と思い込んできた。
真相は、15年前の森田家惨殺事件でただ1人殺されず、その時の記憶を伊藤直巳による催眠療法で封印されていた。催眠療法で、事件と事件前についての記憶を隠蔽され、「一家は交通事故で死んだ」という別の記憶を植え込まれたのである。そして、その催眠療法が切れるのが15年であったことから、事件の記憶が脳裏に少しずつ甦る。
出会った当初の伊藤直季には好印象は抱いておらず、あまつさえ憎悪を覚えることもあったが、父親の伊藤直巳と会って話を聞き、幼い頃の記憶を分かち合う大切な存在と認識するようになる。
伊藤直季〈25〉
演 - 木村拓哉（子供時代：長谷川純（当時:ジャニーズJr.））
しつこく実那子に付きまとう、謎の男。コンサート会場などでのライティング演出の仕事をしている。事件後に実那子へ手紙を送り、15年目（手紙を出したのは事件の翌年秋のため、14年後になる）に『眠れる森』で待っていると伝え、実那子との再会を果たす。
当初の直季は実那子に対して非常に挑戦的で傲慢な態度を見せて悪役・汚れ役に徹し、さらには実那子の行く先々に現れるなどして彼女を怯えさせた。自分の過去を捨てさせ、婚約者との仲を引き裂き、新しい実那子として生きるように伝える。
濱崎輝一郎〈35〉
演 - 仲村トオル
実那子の婚約者で、やり手のエリートサラリーマン。実那子とはコンサートホールの異臭事件をきっかけに出会い、その後は病院でも出会うなどして会話するようになり、結婚を申し込む。会社では非常に有能であるが、実那子と出会い、自分の上司の娘との婚約を破棄したことから、会社での立場は非常に危ういものとなっている。自分を陥れた敬太に金を渡して利用するなど、目的のためには手段を選ばない一面も見せる。父は画家・濱崎正輝で、母は輝一郎が中学2年生のときに失踪によって行方不明となっている。幼い頃に失踪した母に関することでトラウマがある。
国府吉春とは、大学時代の同級生であった。実那子の姉とも知り合いで、当時の実那子とも親しく、キャッチボールを教えたこともある。大学時代には空手部に在籍しており、実那子によれば、海外赴任中には様々な逸話があるという。
中嶋敬太〈25〉
演 - ユースケ・サンタマリア（子供時代：風間俊介（ジャニーズJr.））
直季の幼馴染みで、唯一の親友であり悪友。多額の借金を抱えている。15年前の事件の真相を直季とともに追う。直季に頼まれ、輝一郎を陥れるためにFAXを使って工作を行ったこともある。佐久間由理に惚れているが、彼女の幸せを願い、直季とよりを戻させようとする。
佐久間由理〈23〉
演 - 本上まなみ
直季の恋人。期限付きという約束で直季と交際していたが、期限経過後に別れを切り出された（由理は期限付きという約束を冗談だと思っており、期限経過後に直季に相手にされないことに取り乱していた）。しかし直季を忘れることができず、その後も幾度も直季に迫り、よりを戻そうとする。
清楚な雰囲気ではあるが、実那子に嫉妬するような一面も見せる。敬太に惚れられている。
国府吉春〈35〉
演 - 陣内孝則
濱崎輝一郎と同じ大学に在学しており、同級生でもあった。事件当時、実那子の姉と交際していた。事件の第一発見者であったが3日後に逮捕される。そして森田一家を惨殺した罪で死刑を求刑されるが、情状酌量によって無期懲役の判決を受ける。刑務所では模範囚として過ごし、15年で仮出所するが、実那子の行方を追うため保護司の元からも行方をくらます。

### 濱崎家
濱崎麻紀子〈失踪当時33〉
演 - 原田美枝子
輝一郎の母親。22年前に家族の許から突然失踪する。7年後に濱崎家には彼女の失踪宣告が告げられ、正輝も輝一郎も彼女が死んだと思っていた。しかし輝一郎の前に度々姿を現すようになる。
濱崎正輝〈63〉
演 - 岡田眞澄（第3話 - 第5話・第7話・第9話 - 最終話）
輝一郎の父で画家。息子にはどこか甘い。

### 実那子の家族
森田明仁
演 - 牧村泉三郎
実那子の養父。御倉市会議員であり、教育委員会委員長も務めていた。
森田加寿子
演 - 井上夏葉
実那子の実母。
森田貴美子
演 - 南美穂
実那子の父親違いの姉。事件当時、国府と付き合っていた。
大庭善三
演 - 信実一徳（第2話 - 第5話）
実那子の叔父。

### 直季の家族
伊藤直巳〈55〉
演 - 夏八木勲
直季の父親。現在は『眠れる森』にある別荘にて隠居生活を送っている。実那子の記憶を催眠療法で封印し、新たな記憶を埋め込んだ。

### 中華料理「ニーハオ」
玉置春絵〈33〉
演 - 横山めぐみ
国府の懲役中に同じ房にいた玉置の妹。国府と獄中結婚したが籍は入れていない。真相を追う直季と敬太から国府の行方について聞かれたことがある。
玉置和良
演 - 山路和弘（第4話・第6話・第9話・第10話・最終話）
春絵の兄。現在は中華料理屋を営んでいる。国府とは服役中に同房にいた。

### 植物園「オーキッド・スクエア」
祥子
演 - 長嶺尚子（第1話 - 第4話・第6話・第8話 - 最終話）
美那子が働いている植物園の同僚。
中村
演 - 田山涼成（第1話 - 第3話・第11話・最終話）
美那子が働いている植物園の園長。

### その他
武藤
演 - 佐々木勝彦（第1話 - 第3話）
九条物産部長。輝一郎の上司。自分の娘が輝一郎と結婚する予定であったが、婚約を解消したことで彼に遺恨を抱いていて、海外に左遷することも視野に入れている。
康子
演 - 泉晶子（第3話）
直季と敬太の高校時代の恩師。
国府和彦
演 - 坂西良太（第5話・第6話）
国府吉春の親戚（いとこにあたる）。
高木佐江
演 - 中島ひろ子（第7話）
佐倉
演 - 森下哲夫（第8話）
御倉市会議員。森田明仁の元秘書。
小椋
演 - 佐川満男（第9話）
元福島県警察刑事。
沖田幸子
演 - 寺田路恵
沖田将人の母親。
恩田
演 - 石橋凌（第11話・最終話）
警視庁捜査一課刑事。物語の終盤で直季と接触する。
森田家の近所の人々
演 - 花原照子（第1話）、奥村公延（第1話・第2話）
他
演 - 森喜行、芦沢孝子、吉満寛人、酒井麻吏、阿部六郎、平賀雅臣、児玉頼信、市原清彦

## 再放送
| 放送局       | 放送日                 | 放送時間（JST）                          |
| ------------ | ---------------------- | ---------------------------------------- |
| フジテレビ   | 1999年12月30日         | 不明                                     |
| フジテレビ   | 2004年10月19日〜       | 15:30-                                   |
| フジテレビ   | 2010年1月18日〜2月3日  | 15:57-16:53                              |
| 東海テレビ   | 2010年2月16日〜24日    | 15:00 -16:15 14:05 - 15:55 14:10 - 15:37 |
| フジテレビ   | 2023年4月3日〜11日     | 13:50 - 15:45                            |
| テレビ西日本 | 2023年4月11日〜28日    | 14:45 - 15:45                            |
| テレビ静岡   | 2023年5月15日〜6月1日  | 15:45 - 16:40                            |
| 沖縄テレビ   | 2023年5月30日〜6月27日 | 14:48 - 15:45                            |

## スタッフ
- 原作・著者 - 野沢尚
- 音楽 - 神津裕之、吉俣良
- 演出 - 中江功、澤田鎌作
- 主題歌 - 竹内まりや「カムフラージュ」（ワーナーミュージック・ジャパン）[11]
- 挿入歌 - U2「With or Without You」（マーキュリーミュージックエンタテイメント）
- 企画 - 亀山千広
- 技術 - 高津芳英
- 照明 - 白倉孝雄
- 撮影 - 森田修、迫信博
- 音声 - 竹山裕隆
- VTR - 山本米勝
- 映像 - 中村宏
- 技術プロデュース - 中村彰
- 編集 - 松尾浩
- VTR編集 - 白水孝幸
- 選曲 - 小西善行
- 音響効果 - 近藤隆史
- 美術プロデュース - 重松照英
- デザイン - 棈木陽次
- 美術進行 - 中村能久
- 大道具 - 松尾淳
- 装飾 - 蒲田徳夫
- 協力 - フジパシフィック音楽出版、渋谷ビデオスタジオ、アクティス、フェネック、エススリー、K&L
- 撮影協力 - Wビル、国営武蔵丘陵森林公園、多摩市立グリーンライブセンター、群馬県吾妻郡吾妻町商工観光課、山梨県南都留郡勝山村観光産業課、東京舞台照明、とちぎ花センター、ツタヤ、タイトーコーポレーション、ダック引越センター、富士平原ゴルフクラブ、大笹牧場
- 美術協力 - INDIVI、GIRARD-PERREGAUX、アクタス、エリットパック、松下電工、ヤマダ電機、NEC、アムニス、八重洲無線、IDC大塚家具、ニチベイ、リーガルジャパン
- 衣装協力 - D&G·ROPE、PIECE MONTEE、AMERICAN RAG、I.MARIO、三崎商事、ナイガイ、A&T、SAIKAI、メゾンドトワル、ミカレティ、RYU、UNTITLED、TRANS CONTINENTS、As Know as、LA BREA、RUPERT、NICOLE CLUB、TAKEOKIKUCHI
- 視覚効果 - 江崎公光
- 持道具 - 阿部駒子
- 生花装飾 - 石川玲子
- 衣装 - 片岡英樹、佐々木典子
- メイク - 内野晶子、斉藤和子
- 広報 - 中島良明
- タイトル - 山形憲一
- スチル - 瀬井美明
- CG - 竹内真由美
- ライティングアドバイザー - 谷川富也
- 車輌 - 引地一彦
- 絵画指導 - 板垣俊
- 車輌撮影 - 斉藤和宏
- 演出補 - 小林和宏、本田貴之、葉山浩樹、鹿内植、堀治樹
- 制作担当 - 金山雅右
- 制作主任 - 片岡智、岩崎洋子
- スケジュール - 田沢直樹
- 記録 - 曽我部直子
- プロデューサー - 喜多麗子
- プロデュース補 - 見戸夏美、徳留美奈子
- 製作著作 - フジテレビ

## 撮影場所
実那子の故郷「中之森の町」
- 中之森駅

群馬県吾妻郡吾妻町大字原町にあるJR吾妻線「群馬原町駅」。最終回は「中之条駅」。
- 中之森の教会

群馬県吾妻郡吾妻町の「緑色の屋根の教会」
- 中之森の古書店

群馬県吾妻郡吾妻町大字原町の「朝陽堂書店」
- 中之森の商店

橋爪商店は群馬県吾妻郡吾妻町大字原町の「橋爪商店」。
東京
- オーキッド・スクエア

多摩中央公園の「多摩市立グリーンライブセンター」。
- 実那子のマンション

実那子の新居イーストパークヒルズは新宿区下落合の「目白パークヒルズ」。

## 作品の謎

### オープニングについて
このドラマのOPにドラマの伏線と真相が隠されており、いわゆるネタバレになっている。
- 登場人物の服の色は、白の服装を着ているのは無実、黒一色が犯人であることを示しており、殺害される由理は赤色を着ている。
- 倒れ込む、飛び降りる、うずくまる、ほくそえむ登場人物達はそれぞれの結末の暗示である。
- 直季はハンモックで眠る実那子の元へ、百合の花を持って必死に走る。しかし結局2人は会うことはできない……という事を暗示している。
- 一方、雨の中を走り去る輝一郎は逃げ惑うだけである。
- オープニング曲の歌詞の一部に、最終話に判明する「犯人との邂逅」が匂わされている。

### エピローグについて
ドラマ「高校教師」のエピローグと同じく、実那子はハンモックで眠ったままで、電車に乗った直季が目覚めることなく終わることから、「二人は死亡したのではないか？」とテレビ局に問い合わせが殺到した。
直季が列車内で死亡したとみられると同時に、「婚約者が殺人犯で破談となり、一緒に生きていきたいと思った直季は『血の繋がった姉弟』であることが判明し、すべてに絶望した実那子が自殺した」とも見れる演出であったことが、その理由である。
ドラマ内では明確に語られていないが、作者の手記などから推察すると、「実那子は生存しており、直季は死亡している」と考えられる。死因としては、国府により拉致された際の暴行や、サンタクロース姿の輝一郎の攻撃で頭を殴打されたことなどにより、脳を損傷したことが原因とみられる。
その後遺症として、エピローグにおいて下記のような描写が描かれている。
- ライトのフィルターを落として、右手をさする。
- トンネルの中で、いきなりバランスを崩して転ぶ。
- 電車内で不自然な恰好で座り、ミカンを左手だけで剥いている。

また、野沢尚の手記でも死について書かれている。
| 「                                                            | 死があっけないほど、残される人間の虚無感は深い。この虚無を描くことによって、死が甘美なものとして現代に蔓延しつつある危険が胸に迫ってくるのではないか。 いつだって苦しいのは、死ぬ側でなく、生き残る側なのだ。視聴者は予想もしなかった直季の死を受け止めなければならない。そして、恋人の死を永遠に引きずって行くであろう実那子の姿に涙する。彼らが呆然自失、しばらくテレビの前から立ち上がれない、という類の悲恋物語の結末である。 | 」 |
| —フジテレビ ドラマ『眠れる森』（幻冬舎文庫） 野沢尚の手記より | |    |

## 放送日程
| 各話                                                           | 放送日   | サブタイトル       | 演出     | 視聴率 |
| -------------------------------------------------------------- | -------- | ------------------ | -------- | ------ |
| 第1幕                                                          | 10月08日 | 15年目のラブレター | 中江功   | 21.3%  |
| 第2幕                                                          | 10月15日 | つきまとう男       | 中江功   | 24.6%  |
| 第3幕                                                          | 10月22日 | 記憶が嘘をつく     | 中江功   | 20.9%  |
| 第4幕                                                          | 10月29日 | 暴行               | 澤田鎌作 | 23.4%  |
| 第5幕                                                          | 11月05日 | 隠れ家             | 澤田鎌作 | 25.3%  |
| 第6幕                                                          | 11月12日 | 真犯人             | 中江功   | 25.7%  |
| 第7幕                                                          | 11月19日 | タイムカプセル     | 中江功   | 25.0%  |
| 第8幕                                                          | 11月26日 | 告白               | 澤田鎌作 | 24.4%  |
| 第9幕                                                          | 12月03日 | マリアは見ていた   | 澤田鎌作 | 25.6%  |
| 第10幕                                                         | 12月10日 | サンタクロース     | 中江功   | 26.9%  |
| 第11幕                                                         | 12月17日 | 殺人者             | 澤田鎌作 | 27.7%  |
| 最終幕                                                         | 12月24日 | 聖夜の結婚式       | 中江功   | 30.8%  |
| 平均視聴率 25.2%（視聴率はビデオリサーチ調べ、関東地区・世帯） |          |                    |          |        |

## 受賞
- 第19回ザテレビジョンドラマアカデミー賞[13][14]
  - 最優秀作品賞
  - 主演男優賞：木村拓哉
  - 主演女優賞：中山美穂
  - 主題歌賞：カムフラージュ / 竹内まりや
  - 脚本賞：野沢尚
  - 監督賞：中江功、澤田鎌作
  - 撮影賞
  - タイトルバック賞：中江功
- 第17回向田邦子賞︰野沢尚[15]
- 第8回TV LIFE年間ドラマ大賞[16]
  - 作品賞
  - 脚本賞（野沢尚）
  - 主題歌賞（竹内まりや「カムフラージュ」）

## 関連書籍
- シナリオ集『眠れる森』（1998年、幻冬舎）

眠れる森―シナリオ集〈2〉 (2004年、幻冬舎文庫)と同一内容。製作当時の野沢尚、喜多麗子の手記が収録されている
- 『野沢尚のミステリー・ドラマは眠らない』（日本放送出版協会、2000年発行）

実業之日本社文庫より2015年に文庫版と電子書籍版が刊行
本作の企画書、初期段階でのストーリー構成案、当初予定していたラストシーンからの変更にかかる木村拓哉と野沢間のやりとり、大庭実那子・濱崎輝一郎の人物経歴の詳細設定などが収録されている